# One Night Stand (Keri Hilson)
One Night Stand è un brano musicale della cantante statunitense Keri Hilson, estratto come terzo singolo estratto dal suo secondo album studio, No Boys Allowed. Il singolo figura la collaborazione del cantante R&B Chris Brown che è anche coautore del brano insieme a Kevin McCall e Charlie Bereal, che è anche produttore. Il brano è stato reso disponibile per l'airplay radiofonico a partire dall'8 marzo 2011. Il video musicale del brano è stato diretto da Colin Tilley.

## Tracce
Download digitale
1. One Night Stand feat.Chris Brown - 3:53

## Classifiche
| Classifica (2011)        | Posizione più alta |
| ------------------------ | ------------------ |
| US Hot R&B/Hip-Hop Songs | 19                 |